# El don del lobo
El don del lobo (título original en inglés: The Wolf Gift) es una novela de Anne Rice publicada en 2012, primera de la serie Crónicas del lobo.

## Sinopsis
Reuben Goldwing, un joven reportero de veintitrés años. Llega a una gran mansión para escribir un artículo sobre ella. La dueña de la mansión es una mujer unos quince años mayor que él, de gran belleza. La cual le enseña la casa, comparte parte de su historia familiar y se lo lleva a la cama esa misma noche.  Después de esa noche de pasión, dos hombres irrumpen en la casa, después una bestia que no puede distinguir en la oscuridad, irrumpe dejando como único sobreviviente a Reuben. 
Luego del ataque es llevado a un hospital, para descubrir que es el heredero de la mansión. Así como también descubre en las siguientes noches que es un licántropo. Inmune a enfermedades, con gran fuerza y con el regalo de la inmortalidad. 
Poco a Poco Mientras descubre sus poderes surgen incógnitas, del porque recibió este don y del placer que siente al realizar el bien, también la posibilidad que existan otros como el, guardianes de los tiempos. Todo esto sucede mientras se embarca en un amorío con una desconocida, la cual conoce cuando está en su forma de lobo. 
Al Final llegar a conocer un mentor, que le revela alguna de las respuestas a sus preguntas.